# Première investiture de Donald Trump

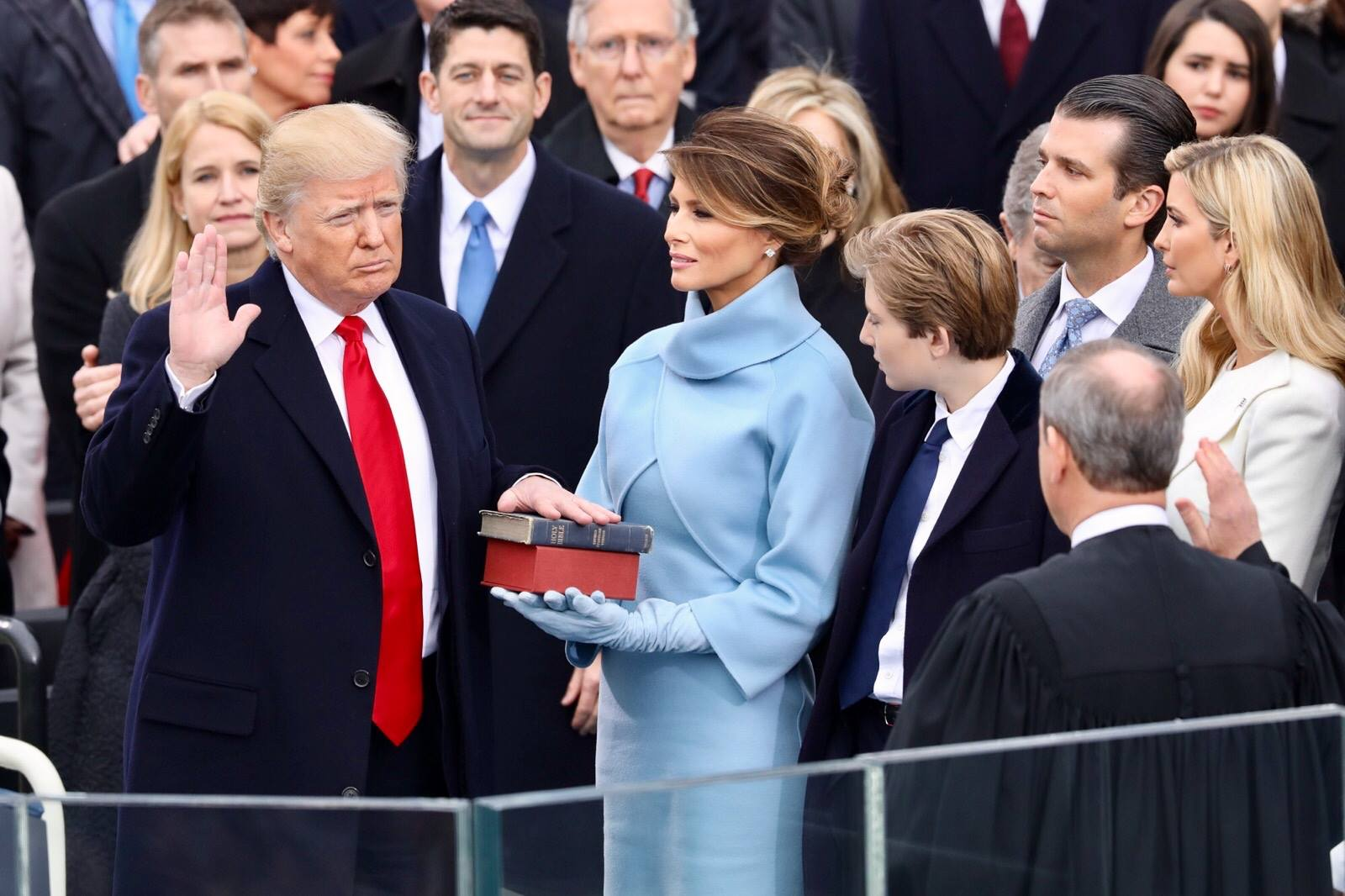
Prestation de serment de Donald Trump.

Logotype de la cérémonie.

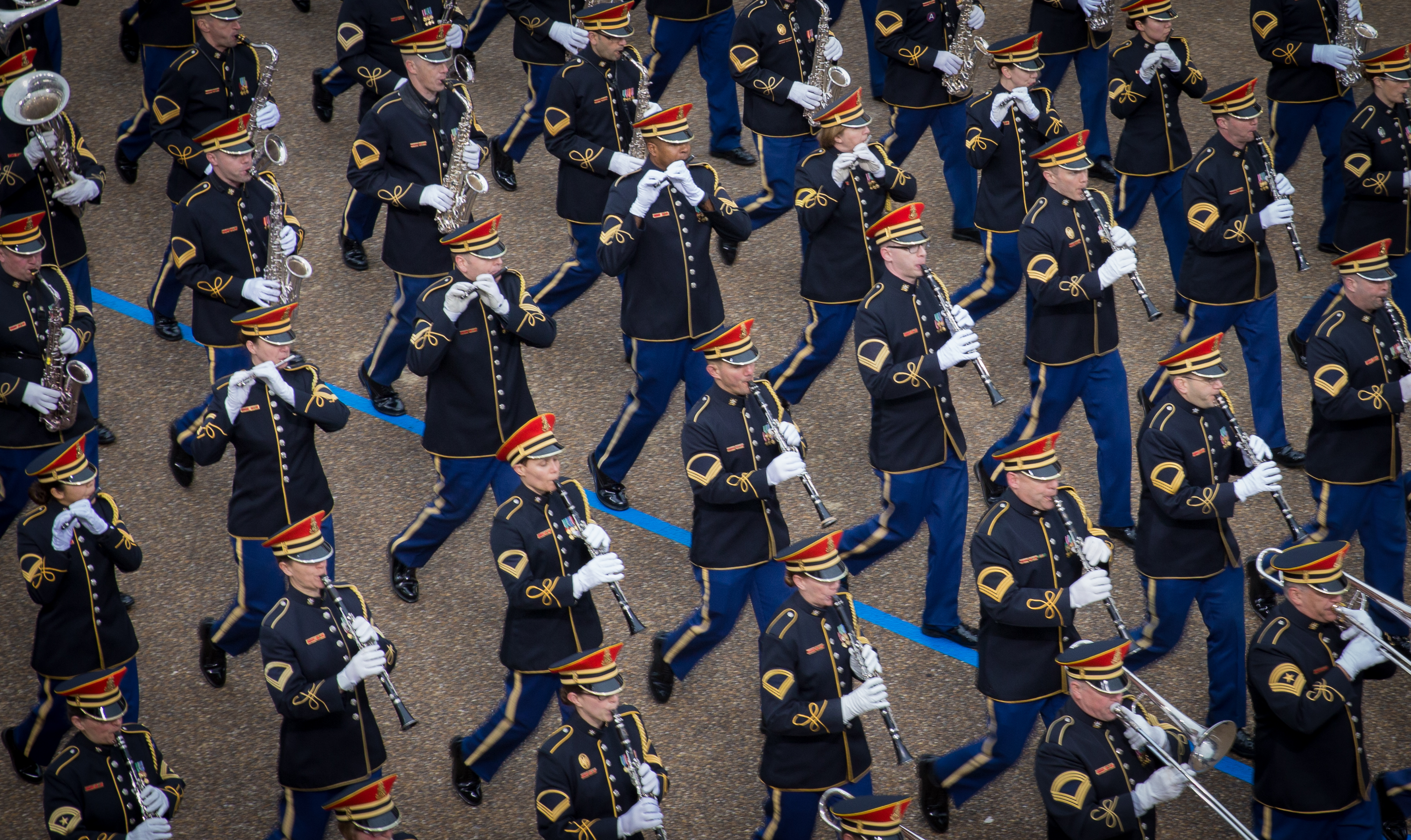
Parade militaire.

L'investiture de Donald Trump comme 45e président des États-Unis a lieu le vendredi 20 janvier 2017, Inauguration Day. Elle a eu lieu sur les marches du Capitole à Washington, D.C. en présence du président et vice-président élus Donald Trump et Mike Pence. Elle marque le début du mandat de Trump comme président des États-Unis et celui de Mike Pence comme vice-président des États-Unis.

## Contexte
L'inauguration du 20 janvier marque la fin de l'administration Obama, programmée le 8 novembre 2016, lorsque Donald Trump a remporté les élections présidentielles face à Hillary Clinton. Il est officiellement élu par les grands électeurs le 19 décembre.
La cérémonie se déroule en présence des anciens présidents Jimmy Carter, Bill Clinton et George W. Bush, et du président sortant Obama. George H. W. Bush et sa femme sont absents car hospitalisés au Texas. Les anciens chefs d'État sont accompagnés de leurs épouses tandis que Joe Biden, Michelle Obama et Jill Biden sont également présents.
Les familles de Donald Trump et Mike Pence sont conviées, mais la cérémonie est marquée par le boycott d'élus démocrates après que John Lewis a déclaré que le président élu était « illégitime » du fait des ingérences russes dans la campagne électorale. Trump avait alors critiqué Lewis (all talk, no action), ancienne figure du mouvement afro-américain des droits civiques.

## Investiture
À 8 h 30, Donald Trump et sa femme Melania Trump quittent la résidence présidentielle Blair House pour rejoindre l'église épiscopale de Saint-Jean. La cérémonie religieuse est suivie par plus de trois cents invités, dont Mike Pence et les ministres désignés du nouveau Cabinet. Puis, il se rend à la Maison-Blanche pour prendre un thé avec le président Barack Obama et son épouse. Les deux couples présidentiels se dirigent ensuite vers le Capitole pour assister à la cérémonie d'investiture. 

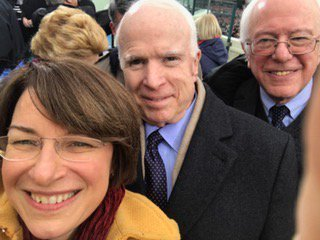
Selfie des sénateurs Amy Klobuchar, John McCain et Bernie Sanders dans le public.

Avant les prestations de serment, les sénateurs Roy Blunt et Chuck Schumer font deux allocutions en tant que président du comité protocolaire et chef de la minorité au Sénat des États-Unis. À 11 h 55, Mike Pence prête serment comme 48e vice-président des États-Unis sur la Bible de Ronald Reagan devant Clarence Thomas, puis à 12 h, Donald Trump prête serment comme 45e président des États-Unis sur la Bible d'Abraham Lincoln devant John G. Roberts, Jr. avant que vingt et un coups de canon ne soient tirés.

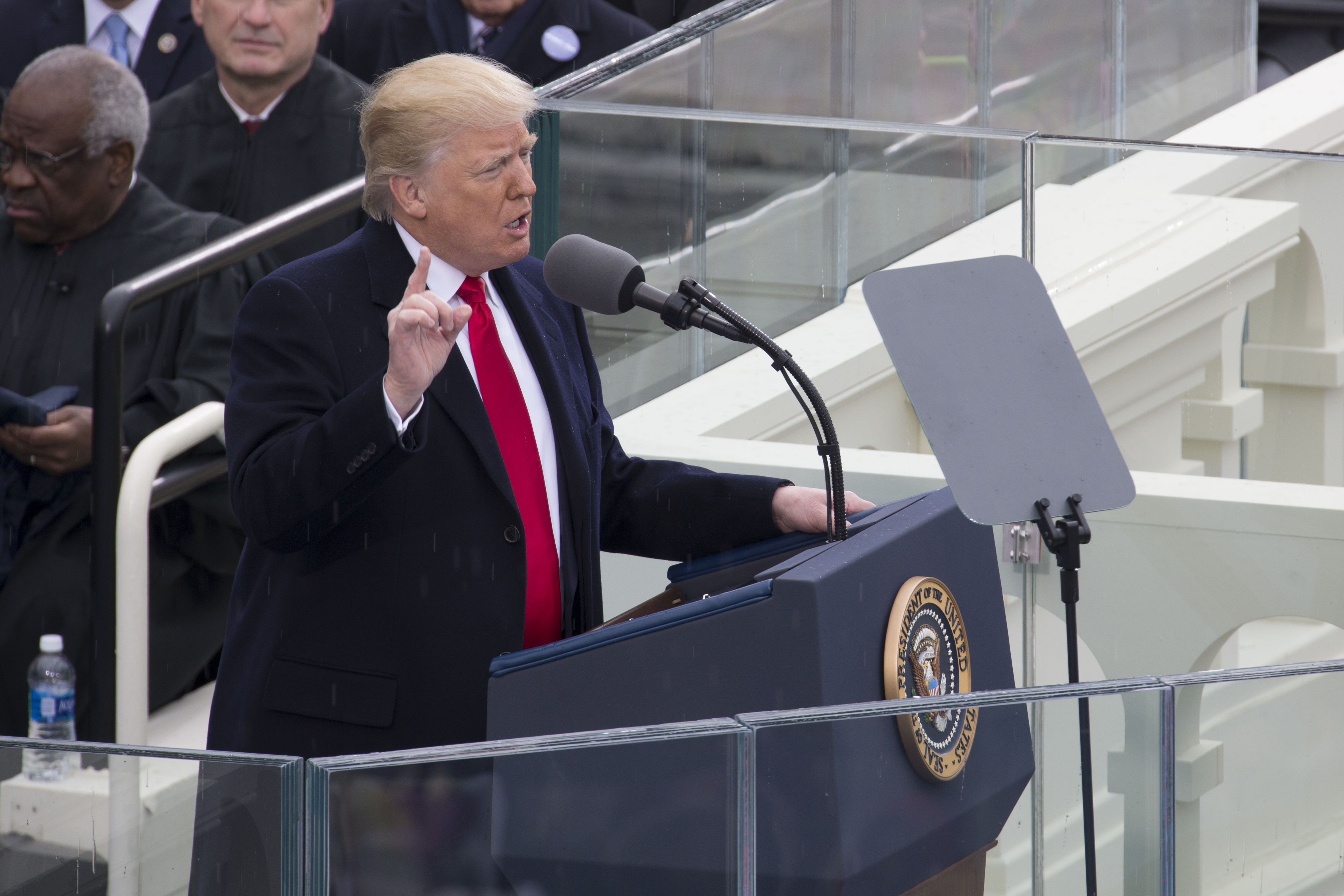
Le président Donald Trump, prononçant son discours d'investiture.

Peu après, le nouveau président prononce un bref discours de seize minutes au cours duquel il met en avant son slogan « l'Amérique d'abord » (« America First »). Il s'agit du plus court discours d'investiture depuis celui de Jimmy Carter en 1977. Pour le politologue Vincent Michelot, « le nouveau président a livré une énième version de son discours de campagne, dressant le portrait d’une Amérique très sombre, sans aucune tentative de rassembler ». Steve Bannon et Mike Pence y voient un écho de celui prononcé par Andrew Jackson en 1829. Selon les sources, Steve Bannon, et Stephen Miller, directeur politique de Donald Trump, sont respectivement considérés comme les principaux auteurs du discours.
À 12 h 41, l'ancien président Barack Obama et sa femme Michelle montent dans le Marine One, hélicoptère par lequel ils quittent le Congrès pour rejoindre Air Force One en direction de la Californie. Quelques instants auparavant, l'ancien vice-président Joe Biden et sa femme Jill furent conduits à la gare de Washington Union Station, de laquelle ils prennent un train pour le Delaware.

## Affluence
La cérémonie d'investiture attire environ 250 000 personnes, soit un niveau inférieur aux précédentes depuis celle de Bill Clinton en 1997, et en particulier à celles de Barack Obama (1,8 million en 2009, 1 million en 2013). Sean Spicer, porte-parole de la Maison Blanche, affirme au contraire que la foule « a été la plus importante à avoir jamais assisté à une prestation de serment », alors que les images démentent clairement une telle assertion.